# ピーターラビットとわたし
「ピーターラビットとわたし」は、1982年9月21日に発売された大貫妙子の9枚目のシングル。アルバム『Cliché』と同時発売された。収録アルバム『Cliché』の代表曲の一つである。キユーピーマヨネーズCM曲。

## 制作の背景
A面曲「ピーターラビットとわたし」は、イギリスの絵本作家ビアトリクス・ポターの児童文学 ”ピーターラビット” シリーズに登場する主人公のウサギをモチーフにした楽曲。曲中の笑い声は大貫自身の声をテープに録音し早回しにしたもの。
ピーターラビットを題材に楽曲制作をした理由として、大貫自身が絵本を愛読していたことに加え、「童話の主人公の中でも、みんなが知っているキャラクターがいいと思いまして」とした上で、「作詞をする上で、いつも色々な男や女に成り変わるのに少し飽きたという事もあったし、ウサギに自分を投影させてもいいのではないかと……」とコメントしている。また、曲やアレンジが明るくわかりやすいから単純な恋の歌詞を付けると甘ったるくなってしまうので、あえて主人公を人間にはしなかったのだとし、童話の中にある諷刺、比喩など、可愛らしさの裏側にある怖さのようなものを歌に表現したかったと話している。
B面曲「光のカーニバル」は、控えめなストリングスの響きをバックにしたシャンソン風のワルツで、フランスの雰囲気が漂う1曲となっている。アレンジを担当したジャン・ミュジーはフランス・パリ出身で、フランシス・レイの楽曲のアレンジを手掛けた経験を持つ人物であるが、レコーディングの際に曲を作ったのが日本人の女性（大貫）だと知り「絶対にフランス人だと思った！フランス人でもこんな曲は書けない！」と大変驚いたという。また、シンガーソングライターの青葉市子はこの曲を特に好きだと語っており、「時間が曖昧に、ぼやーっと溶けていく感じが好きなんです。」とコメントしている。
シングルのジャケットには、同時発売のアルバム『Cliché』の別カット写真が使用されている。

## 収録曲
両曲とも作詞・作曲: 大貫妙子
1. ピーターラビットとわたし［3:11］
編曲: 坂本龍一
2. 光のカーニバル［3:16］
編曲: Jean Musy

## 参加ミュージシャン

### ピーターラビットとわたし
- Keyboards, Drums: 坂本龍一
- Guitar: 大村憲司
- Background Vocals: 大貫妙子

### 光のカーニバル
- Keyboards: Jean Musy

## 収録アルバム
- 『Cliché』（1982年）
- 『Comin' Soon』（1986年）
- 『NEW BEST 大貫妙子』（1994年）
- 『LIVE '93 Shooting Star in the Blue Sky』（1996年） - ライヴ
- 『History 1978-1984』（1999年）
- 『ゴールデン☆ベスト 大貫妙子～RCA YEARS』（2005年）
- 『ライブラリー アンソロジー 1973～2003』（2003年）
- 『palette』（2009年）
- 『ゴールデン☆ベスト 大貫妙子 THE BEST 80'S DIRECTOR'S EDITION』（2011年）
- 『シンフォニックコンサート 2016』（2017年） - ライヴ

## カバー
| 曲名                     | アーティスト     | 収録作品                                                    | 発売日         | 備考 |
| ------------------------ | ---------------- | ----------------------------------------------------------- | -------------- | ---- |
| ピーターラビットとわたし | 星空の下の音楽会 | 『ほしぐみ そらぐみ』                                       | 2013年12月4日  |      |
| ピーターラビットとわたし | やくしまるえつこ | 『大貫妙子トリビュート・アルバム -Tribute to Taeko Onuki-』 | 2013年12月18日 |      |

## 受容
2022年には、”出版120周年 ピーターラビット展” の公式イメージソングとして使用された。

## 参考資料
- 『Cliché』（ライナーノーツ）大貫妙子、DEAR HEART、1999年6月23日。BVCK-38012。 – 初盤は1982年9月（RCA/RVC）
- 『大貫妙子トリビュート･アルバム 〜Tribute to Taeko Onuki〜』（ライナーノーツ）Various Artists（岡村靖幸・坂本龍一、ほか）、commons、2013年12月18日。RZCM-59438。
- 細川周平; 片山杜秀『日本の作曲家――近現代音楽人名事典』日外アソシエーツ、2008年6月。ISBN 978-4816921193。
- 大貫妙子『大貫妙子デビュー40周年アニバーサリーブック』河出書房新社、2014年6月。ISBN 978-4309274737。
- 大貫妙子のアルバム「クリシェ」に感じた音楽に向かう姿勢の原点 – Re:minder